# Mousetrap
Mousetrap byla protiponorková zbraň používaná americkým námořnictvem a pobřežní stráží za druhé světové války. Jednalo se o salvový vrhač raketových hlubinných pum.

## Popis

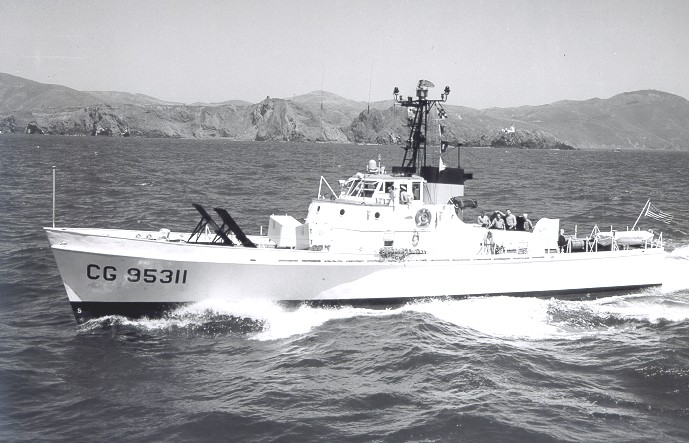
Americký kutr USCGC Cape Hedge (WPB-95311) nesoucí na přídi dva komplety Mousetrap bez raket

Po vstupu USA do války na konci roku 1941 bylo třeba urychleně řešit zefektivnění protiponorkové výzbroje amerických válečných lodí. Velká Británie svému spojenci poskytla účinné salvové vrhače hlubinných pum Hedgehog, které ale mohly být kvůli velkému zpětnému rázu instalovány pouze na větší plavidla. Proto byl ještě roku 1941 zahájen vývoj menšího a jednoduššího protiponorkového systému Mousetrap. Systému vhodného pro instalaci na menší plavidla, například stíhače ponorek.
První zkušební střely proběhly v březnu 1942 u San Diega a v dubnu 1942 byla zbraň přijata do služby. V říjnu 1942 už byla instalována na stovku eskortních plavidel operujících v Atlantiku a následně nasazena také na Pacifickém bojišti.
Komplety Mousetrap nesly například torpédoborce tříd Benson a Gleaves, stíhače ponorek třídy PC-461, kutry pobřežní stráže třídy Balsam a Cape.

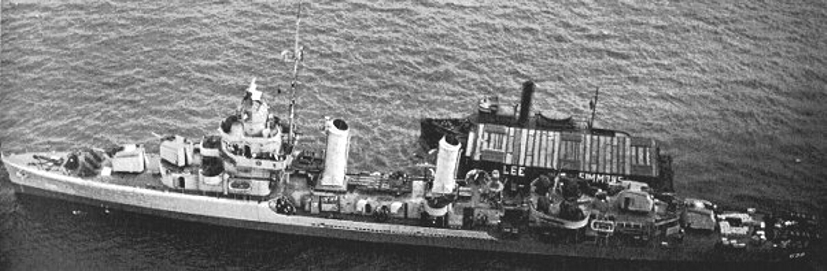
Americký torpédoborec USS Herndon (DD-638) nesoucí na přídi tři komplety Mousetrap

Raketa měla délku 98 cm a hmotnost 29,5 kg. Její hlavice byla převzata ze systému Hedgehog. Měla průměr 183 mm a obsahovala výbušninu Torpex. Raketu poháněl raketový motor na tuhé pohonné látky o průměru 57–82,6 mm (motorů bylo několik typů). Pevné vypouštěcí zařízení byl vyklopeno do úhlu 48 stupňů. Salva raket mířila dopředu před plavidlo. Mousetrap Mk.20 vypouštěl čtyři rakety a Mousetrap Mk.22 osm raket ve dvou řadách. Verze Mk.21 sloužila k výcviku. Dosah raket byl asi 280 metrů.